# Різвельйо Ваккані
Різвельйо Ваккані (нім. Risveglio Vaccani, 19 жовтня 1907 — 22 лютого 1993) — швейцарський футболіст, що грав на позиції нападника.

## Футбольна кар'єра
Виступав у складі клубу «Аарау» в сезонах 1928/29 і 1929/30. В 1930 році «Аарау» дійшов до фіналу Кубка Швейцарії. У півфіналі клуб Ваккарі переміг «Цюрих» з рахунком 2:1, але у фіналі поступився 0:1 «Янг Бойзу». 
В 1931 році грав у команді «Етуаль» (Каруж). Грав у команді до завершення сезону 1932/33. Сезон 1933-34 провів у клубі «Берн». В цій ж команді виступав і у сезоні 1934-35.
Чемпіонат 1935-36 відіграв у команді «Аарау», яка щойно піднялась у найвищий дивізіон чемпіонату Швейцарії, але не змогла втриматись у ньому.
В 1936 році став гравцем клубу «Грассгоппер». Влітку 1936 року зіграв у складі команди в Кубку Мітропи. В кваліфікаційному раунді «Грассгоппер» за сумою двох матчів поступився «Аустрії» — 1:3 і 1:1. Ваккані грав лише у першому матчі.
Не зумів закріпитися в основі «Грассгоппера» і в другій частині сезону 1936-37 знову виступав за «Берн». Також грав за цю команду в чемпіонаті 1937-38.

## Статистика виступів

### Статистика виступів в чемпіонаті
Виступи у вищому дивізіоні чемпіонату Швейцарії, починаючи з сезону 1933/34.
| Сезон   | Клуб        | Ліга                | Матчі | Голи | Місце |
| ------- | ----------- | ------------------- | ----- | ---- | ----- |
| 1933/34 | Берн        | Чемпіонат Швейцарії | 25    | 8    | 4     |
| 1934/35 | Берн        | Чемпіонат Швейцарії | 20    | 3    | 6     |
| 1935/36 | Аарау       | Чемпіонат Швейцарії | 22    | 7    | 14    |
| 1935/36 | Грассгоппер | Чемпіонат Швейцарії | 4     | 2    | 3     |
| 1936/37 | Берн        | Чемпіонат Швейцарії | 10    | 2    | 9     |
| 1937/38 | Берн        | Чемпіонат Швейцарії | 3     | 0    | 12    |
| РАЗОМ   |             |                     | 84    | 22   |       |

### Статистика виступів у Кубку Мітропи
| №                      | Розіграш               | Стадія                 | Дата та місце проведення | Команда 1              | Рахунок | Команда 2   | Голи |
| ---------------------- | ---------------------- | ---------------------- | ------------------------ | ---------------------- | ------- | ----------- | ---- |
| 1                      | 1936                   | квал.                  | 07.06.1936, Відень       | Аустрія (Відень)       | 3:1     | Грассгоппер |      |
| Всього в Кубку Мітропи | Всього в Кубку Мітропи | Всього в Кубку Мітропи | Всього в Кубку Мітропи   | Всього в Кубку Мітропи | 1       |             | 0    |

## Титули і досягнення
- Фіналіст Кубка Швейцарії (1):

«Аарау»: 1929-1930